# Cypripedium molle
Cypripedium molle är en orkidéart som beskrevs av John Lindley. Cypripedium molle ingår i släktet guckuskor, och familjen orkidéer. Inga underarter finns listade i Catalogue of Life.